# Forum (opinieweekblad)
Dit overzicht is mogelijk incompleet; u kunt helpen door het uit te breiden.
Forum was een wekelijks verschijnend Nederlands opinieblad.

## Geschiedenis
Opinieweekblad Forum was de opvolger van het communistische dagblad De Waarheid, waarvan op 27 april 1990 het laatste nummer verscheen. De eerste editie van Forum verscheen een week later, op 3 mei 1990. Als hoofdredacteur fungeerde natuurkundig ingenieur Frank Biesboer, die sinds 1988 ook hoofdredacteur was geweest van De Waarheid. Forum bleek op de lezersmarkt geen succes. Op 5 maart 1991 verscheen het laatste nummer. Bij de laatste oplagemeting telde het blad 4.667 abonnees en een losse verkoop van 650 exemplaren.